# Richard W. Richards

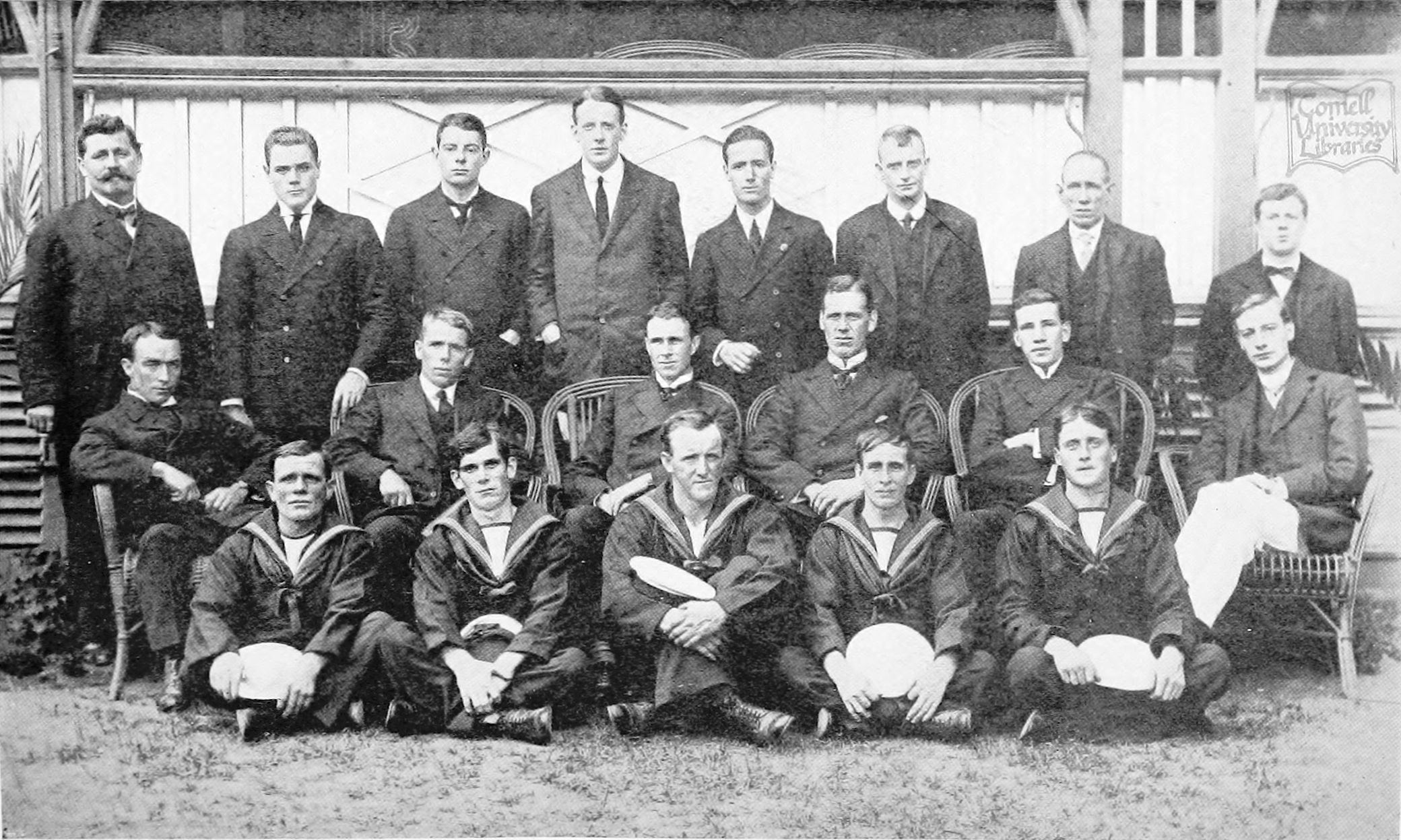
Richard W. Richards (mittlere Reihe, Zweiter von rechts) und weitere Angehörige der Ross Sea Party (Sydney, November 1914)

Richard Walter Richards (* 14. November 1893 in Bendigo, Victoria, Australien; † 8. Mai 1985 in Point Lonsdale, Victoria, Australien) war ein australischer Physiker, Lehrer und Polarforscher, der zur Ross Sea Party bei der Endurance-Expedition (1914–1917) des britischen Polarforschers Ernest Shackleton gehörte.

## Leben
Nach seiner Schulausbildung in seiner Geburtsstadt studierte Richards Mathematik und Naturwissenschaften an der Melbourne University. Danach unterrichtete er an der Junior Technical School in Ballarat.
Im Jahr 1914 wurde er Teil derjenigen von Aeneas Mackintosh geleiteten Mannschaft der Endurance-Expedition, die in der Rossmeerregion letztlich umsonst Versorgungsdepots bis zum Fuß des Beardmore-Gletschers anlegte, um es Ernest Shackletons Team zu ermöglichen, vom Weddellmeer kommend den antarktischen Kontinent über den geographischen Südpol hinweg zu durchqueren. Richards bekleidete im wissenschaftlichen Stab die Position als Physiker. Das Unterfangen wurde durch begrenzte Material- und Personalressourcen infolge des Abdriftens des Schiffs Aurora behindert und durch den Tod von Mackintosh, Arnold Spencer-Smith und Victor Hayward überschattet. Richards war an allen Transportmärschen beteiligt. Es war insbesondere ihm zu verdanken, dass andere Teilnehmer dabei bedrohliche Situationen überlebten. Er selbst erkrankte im Juli 1916 nach der Rückkehr zum Basislager am Kap Evans ernsthaft und wurde dort von John Lachlan Cope gepflegt. Für seine Verdienste um die Expedition erhielt Richards die Albert Medal.
Nach seiner Rückkehr nach Australien heiratete Richards 1919 seine Frau Dorothy May Hambly (1893–1972). Er nahm seine Lehrtätigkeit wieder auf und wurde 1946 Rektor an der School of Mines and Industry in Ballerat. 1958 zog er sich in den Ruhestand zurück und starb 1985 als letzter Überlebender der Ross Sea Party im Alter von 91 Jahren. 
Das Richards Inlet, eine Bucht an der Shackleton-Küste in der Antarktis, trägt ihm zu Ehren seinen Namen.